# Lickershamnsbäcken
Lickershamnsbäcken is een van de (relatief) kleine riviertjes/beekjes die het Zweedse eiland Gotland rijk is. De waterweg vangt water op uit de omliggende bossen. In de zomer valt de bedding soms droog. In de benedenloop van de rivier paait de forel op een rotsige bodem. De naam van de beek is ontleend aan het plaatsje en baai Lickershamn, beide aan de Oostzee. 